# День працівників радіо, телебачення та зв'язку
Де́нь працівників ра́діо, телеба́чення та зв'язку́ — професійне свято України. Відзначається щорічно 16 листопада.

## Історія свята
За радянських часів професійне свято працівників телебачення та радіомовлення відзначалося 7 травня. Цю дату було встановлено 1945 року, під час святкування 50-річчя винайдення радіо Олександром Поповим.
1994 року Укртелерадіокомпанія запропонувала керівництву держави встановити 16 листопада як професійне свято для теле-, радіопрацівників. Саме цього дня 1924 року в Харкові вийшла в ефір перша передача Українського радіо.
Свято встановлено в Україні «…на підтримку ініціативи працівників радіо, телебачення та галузей зв'язку України…» згідно з Указом Президента України «Про День працівників радіо, телебачення та зв'язку» від 11 листопада 1994 року № 667/94.
Нині до журналістів та працівники сфери радіо долучилися телевізійники, представники інтернет-ЗМІ.
Цей день відзначають і фахівці зв'язку, що забезпечують роботу телефонних мереж і таких важливих на сьогодні мереж Інтернет-зв'язку.

## Вітання
Вітаючи 16 листопада 2016 з професійним святом медіа-мовників, прем'єр-міністр України сказав: 
| В епоху глобальних інформаційних обмінів, прискорених соціальних, економічних, культурних процесів праця медіа-мовників – фахівців радіо, телебачення, інтернет-ресурсів – має вирішальне значення для формування повноцінного інформаційного поля суспільства, поглиблення ціннісно-смислових комунікацій між громадянами та забезпечення актуальних світових тенденцій. Медіа-мовники першими реагують на злободенні проблеми та сповіщають про якісні зміни в розвитку суспільства, актуалізують ті питання, вирішення яких очікують громадяни, оперативно висвітлюють гарячі зміни, що відбуваються в нашій країні і світі. В умовах безпрецедентної військової, економічної, інформаційної, гуманітарної агресії проти України та Східної Європи з боку Російської Федерації медіа-мовники забезпечують нашу країну якісним інформаційним контентом, не враженим “бацилами” ворожої пропаганди. Завдяки їх щоденній праці формується світогляд молодших поколінь українців, утверджуються цінності патріотизму, громадянського суспільства, конституційної демократії, відкритого суспільства, вільного ринку та європейської інтеграції. Особлива заслуга мовників полягає в щоденному тестуванні роботи органів державної влади, виявлення в лавах чиновників корупціонерів і тих, хто займається відвертим саботажем і гальмуванням реформ. Досить часто така критична позиція медіа-мовників дозволяє вчасно реагувати на наявні проблеми, оперативно їх виявляти і приймати важливі рішення щодо модернізації державного управління. Немає жодного сумніву в тому, що працівники радіо, телебачення, інтернет-порталів та інформаційних організацій сьогодні є головними партнерами Уряду в досягненні основної мети: виходу з економічної кризи, запуску структурних реформ і підготовки належного фундаменту для сталого економічного зростання. У цій важкій роботі кожен голос, кожна критична думка, кожна креативна ідея є важливими, тому в особі українських медіамовників Уряд бачить не опонентів, а партнерів, які сприяють розвитку країни. Бажаю всім українським медіа-мовникам – працівникам радіо, телебачення, інтернет-журналістики та медіа-компаній – здорового і чесного конкурентного середовища, оперативності, неупередженості, модернізації технічних можливостей та завжди ексклюзивного контенту. Від цього залежить формування якісної медіа-культури в нашому суспільстві, інтеграції країни в новітні глобальні процеси, а також підвищення рівня інформаційної безпеки нашої держави. |

## Галерея

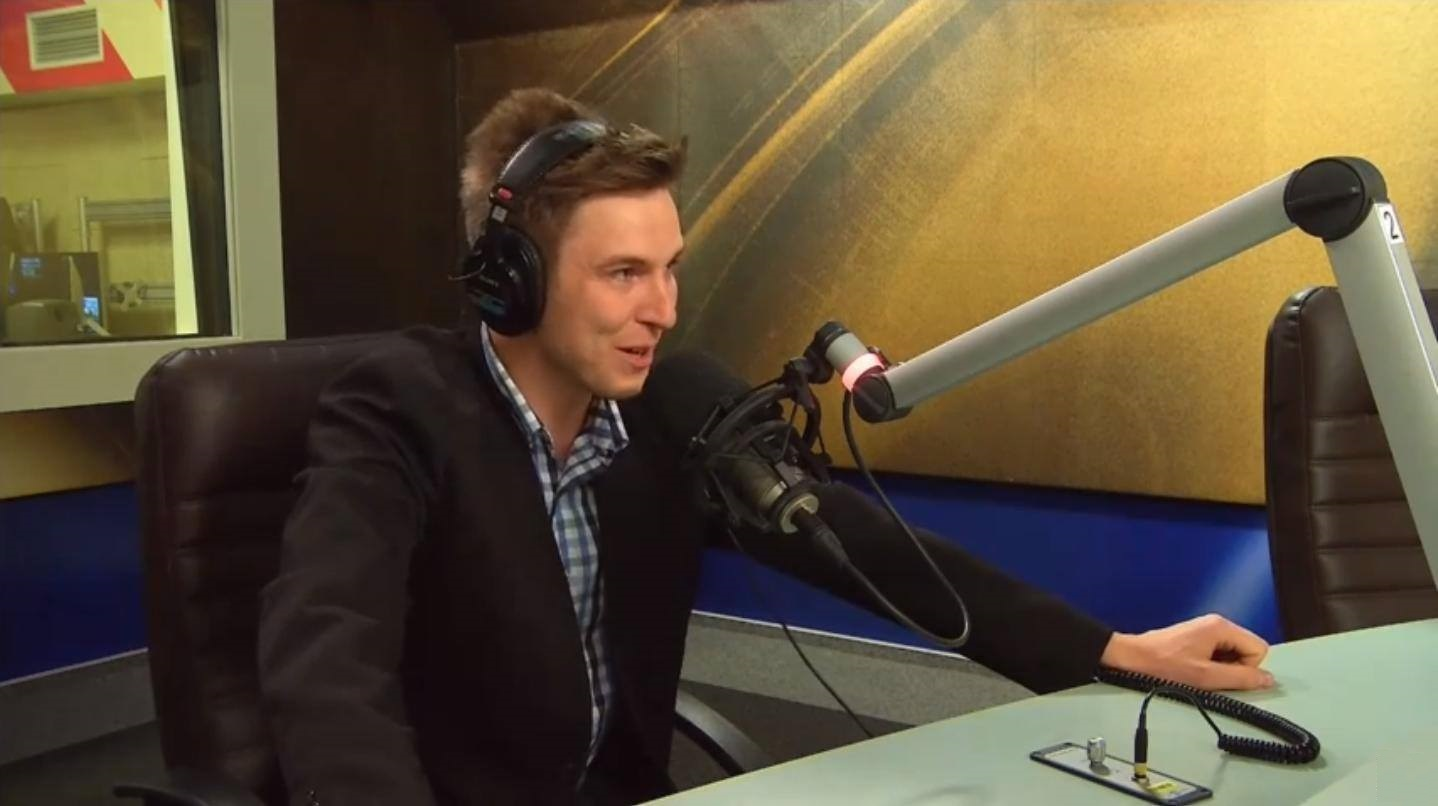
Головний диктор Українського радіо – Дмитро Хоркін
Єдиний телерадіомарафон під час війни
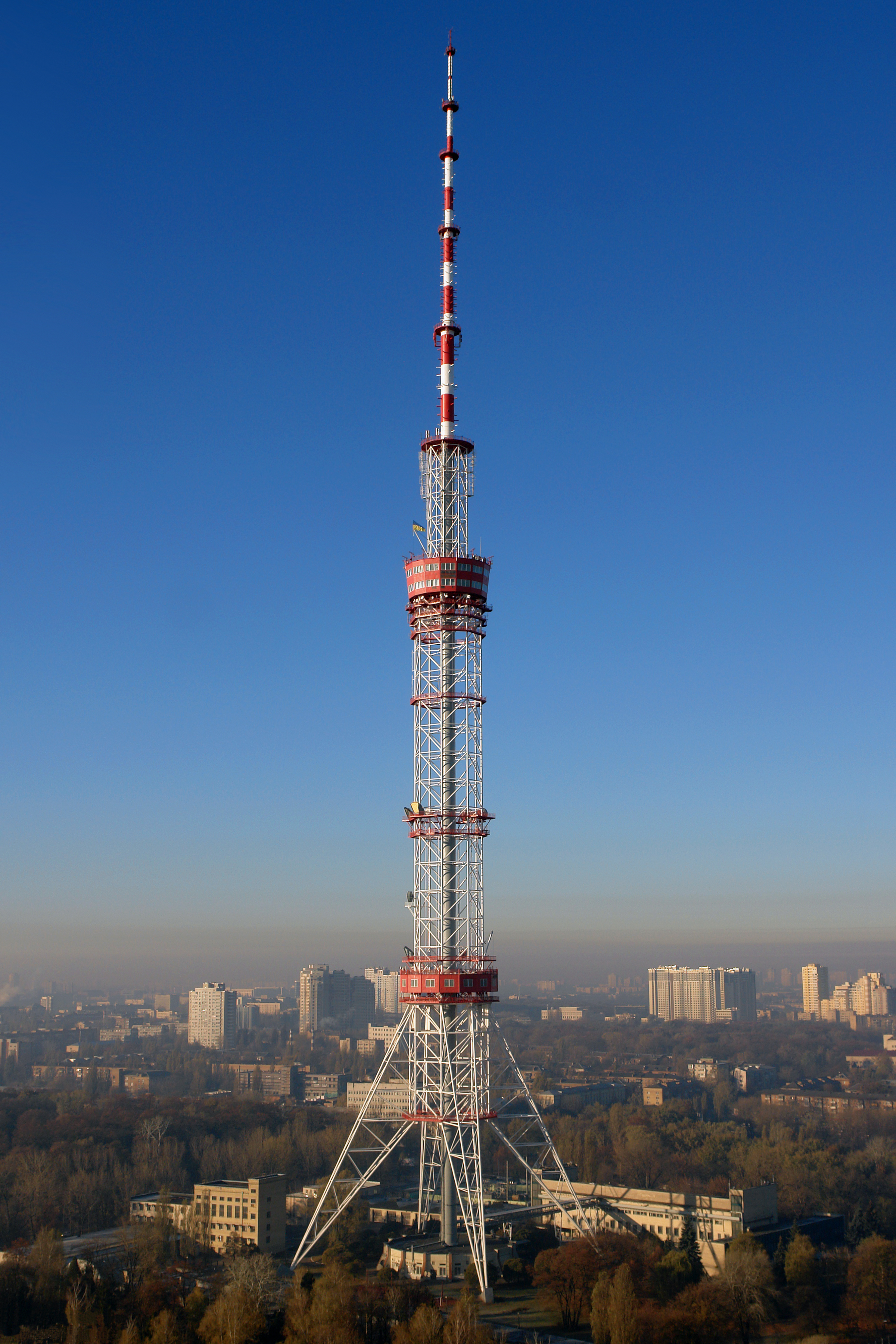
Головна телерадіовежа України у Києві
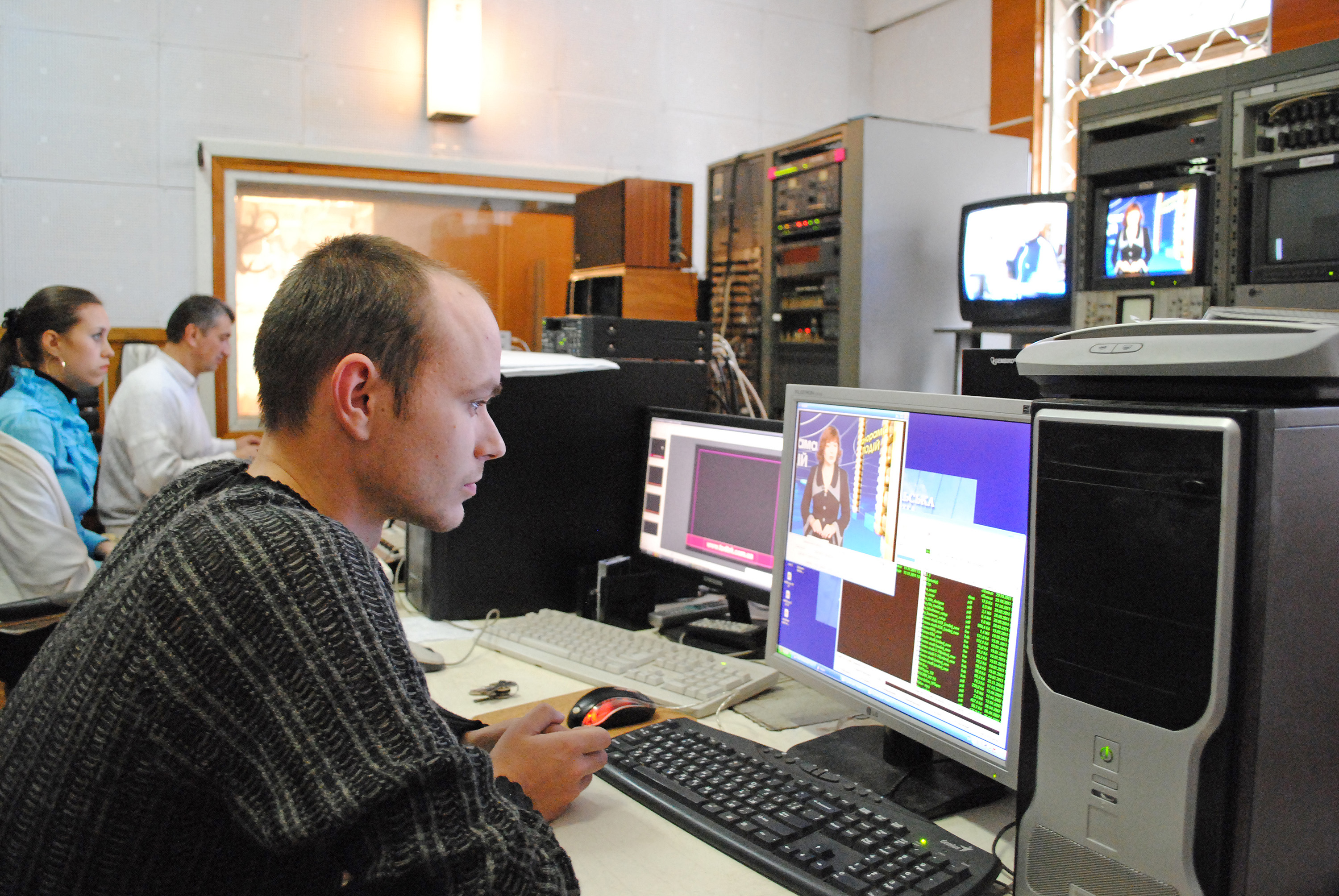
Апаратна Тернопільської дирекції Національної телерадіокомпанії України